# Kangerluarsuk (Maniitsoq)
Kangerluarsuk [kaˌŋɜɬːuˈɑsːuk] (nach alter Rechtschreibung Kangerdluarssuk) ist eine wüst gefallene grönländische Siedlung im Distrikt Maniitsoq in der Qeqqata Kommunia.

## Lage
Kangerluarsuk befindet sich an der Mündung des Kangerluarsuup Kangerluarsua in einer winzigen Bucht. 17 km westlich befindet sich der Distrikthauptort Maniitsoq als nächstgelegener Ort.

## Geschichte
Kangerluarsuk wurde bereits 1775 erwähnt. Seit 1911 gehörte Kangerluarsuk zur Gemeinde Sukkertoppen.
1918 lebten 61 Personen am Wohnplatz, die in sieben Häusern wohnten. Von einem der Häuser ist überliefert, dass dort trotz seiner nicht einmal 15 m² 17 Menschen wohnten. Unter den Bewohnern waren zwölf Jäger und drei Fischer. Es gab einen ungelernten Katecheten und eine Hebamme in Kangerluarsuk, die in der 1912 errichteten Schulkapelle tätig waren. Sie maß rund 30 m² und war aus Stein. In ihr waren ein Altar und eine Kniefallbank. Die Bewohner lebten vor allem von der Rentier- und Waljagd. Die Robbenjagd spielte kaum eine Rolle. Abgesehen davon wurden noch einige Füchse gefangen.
1938 wurde in Grønlands Landsråd vorgeschlagen, die Bewohner von Kangerluarsuk finanziell zu unterstützen, um den Ort verlassen zu können, da sie Angst hatten zu verhungern. Es stellte sich heraus, dass dies von nur drei Familien geäußert worden war und der Rest den Wohnplatz nicht verlassen wollte, sodass der Vorschlag abgelehnt wurde. 1950 wurde Kangerluarsuk Teil der neuen Gemeinde Maniitsoq. Im selben Jahr lebten nur noch 36 Menschen in Kangerluarsuk und 1952 wurde der Wohnplatz aufgegeben.

## Söhne und Töchter
- Hans Petersen (1899–?), Katechet, Kaufmann und Landesrat